# 王克復
王克復，字师仁。福州府福清县人。明朝南京吏部右侍郎、同進士出身。

## 生平
正統十二年（1447年）王克復舉丁卯科福建鄉試。天順元年（1457年），登進士，历刑部主事、员外郎、郎中。王克復在刑曹十五年，明习法律。深得尚書陆瑜其中。凡有疑罪，必以属克复。有人奏两广抚臣吴祯不法，經陸瑜推薦，朝廷派遣克復前往按察。河南人誣陷布政使章绘等，陸瑜又推薦克復調查。其兩次奉命審理大狱，归报，均能称旨，由此聲名鵲起，升江西布政使司左参政，湖广按察使，江西左布政使。吏民闻名久，相戒不敢欺。江右俗健讼，牒日山积，克復判决，庭无留者。时谓“王一火”，又谓“王隔壁”。克復虽然善於折狱，卻持法公平，從无滥及。其以左方伯入觐，中贵人尚铭怙势黩货，克復独正辞不与接，名因益章。进副都御史，巡抚南畿，清戎使者文深，多所遣发，克复察其诬，为脱尺籍，总揽纲维，称得大体。转南京吏部右侍郎，致仕。
克復生平质厚温和，寡言笑，不以声气加人，而确然持正。晚归与谢瑀等结成「耆英会」，敦素尚齿，乡人以为美谈。